# Lindby, Adelsö
Lindby är en by på sydspetsen av Adelsön i Ekerö kommun. Bebyggelsen är blandat sommarboende och permanent boende. Här ligger bland annat Lindby brygga där båtar går till Birka på Björkö och Kurön. Från 2015 till 2023 avgränsade SCB här en småort.

## Historik

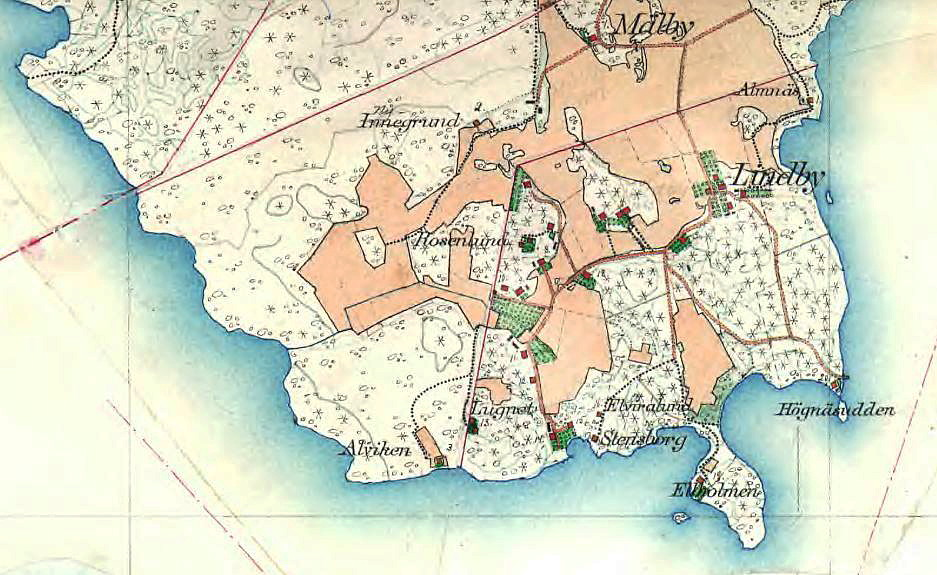
Lindby med omgivning omkring 1901.

På Adelsö finns det flera ortnamn från järnåldern som slutar på –sta och −by. Hit hör exempelvis Kunsta och Lindby. Nära Lindby brygga ligger ett mindre gravfält med tio fornlämningar från järnåldern och i skogsområdet öster om byn finns två stensättningar från ungefär samma tid. På en kulle väster om Lindby, som är en av södra Adelsöns högsta punkter (cirka 40 meter ö.h.), finns tecken på att det funnits en forntida vårdkase. Allt detta tyder på att Lindby var bebodd åtminstone sedan vikingatiden.

## Dagens samhälle

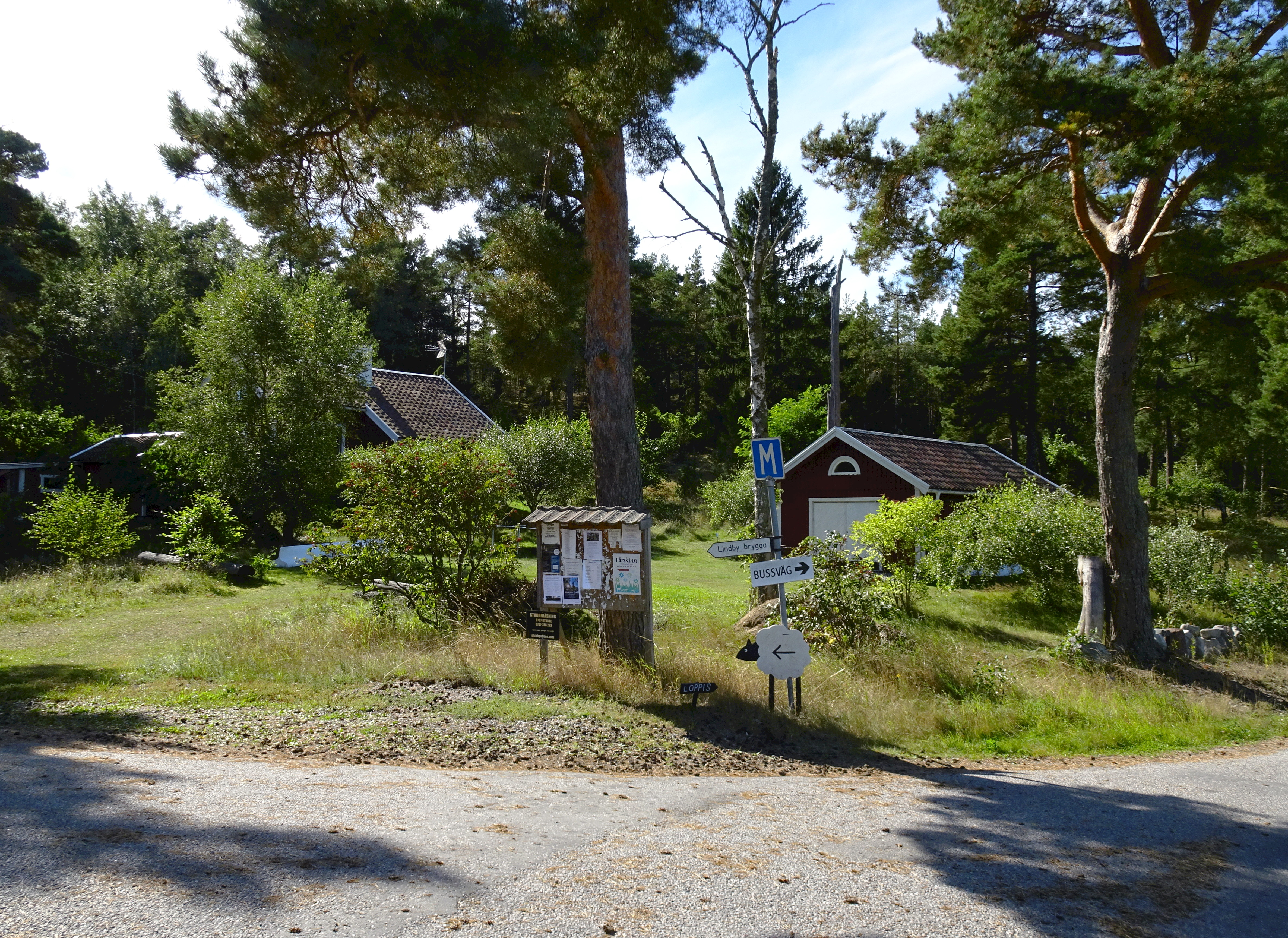
Hörnet vid Lindbyvägen, 2016.

Linby gamla bytomt återfinns norr om dagens samhälle. Platsen omnämns först på 1500-talet i skrift och i kartor från år 1630. Då bestod byn av två gårdar. Kring sekelskiftet 1900 bestod bebyggelsen av fyra till fem mindre gårdar och på 1950-talet började man avstycka mark för fritidshus och villor. Idag finns ett 30-tal adresser på orten.